# Eugenia eriantha
Eugenia eriantha är en myrtenväxtart som beskrevs av Ignatz Urban. Eugenia eriantha ingår i släktet Eugenia och familjen myrtenväxter. Inga underarter finns listade i Catalogue of Life.